# Economia da Colômbia
A economia da Colômbia, em 2017, era a terceira maior economia da América do Sul, depois das de Brasil e Argentina e a 31.ª economia do mundo em relação ao PIB (Produto Interno Bruto), com um manto de aproximadamente US$ 711,6 bilhões para o ano de 2017.
Entre os principais produtos exportados figuram petróleo café, cana-de-açúcar, ouro, esmeraldas – primeiro produtor mundial –, produtos químicos e têxteis e couro.O setor agrícola tem culturas de café, cana-de-açúcar, banana, milho, tabaco, algodão, legumes, frutas e flores. Sua exportação mais significativa, apesar de ilegal, está ligada ao narcotráfico. O país é o primeiro produtor de maconha do continente, o principal processador de folhas de coca provenientes do Peru, Equador e Bolívia.[carece de fontes?]

## Produto Interno Bruto
- PIB: US$ 431,9 bilhões (2010)
- Moeda: peso colombiano; cotação 1 Real Brasileiro = 861,17 Pesos Colombianos em 01/06/2019

O fator que pesava quase sempre negativamente sobre o desenvolvimento da economia colombiana foi a dívida externa. Durante 2008 e 2009, a dívida externa aumenta. Dívida externa da Colômbia veio em 2009 51.2 milhões, de acordo com um relatório do Banco da República, que figura - os mais altos do país história - também corresponde a 75% do orçamento nacional para o ano em curso. Em março de 2013, a dívida externa da Colômbia alcançaram um total de 81.842 milhões dólares, com um crescimento anual de 6,2%. Na década de noventa, começou um novo período econômico conhecido como Abertura como parte chamado Consenso de Washington (1989). A recessão global e a crise nos países asiáticos em 1998, na Colômbia afeto forma séria. O país é o terceiro maior exportador de petróleo para os Estados Unidos.

## Comércio exterior
Em 2020, o país foi o 55º maior exportador do mundo (US $ 39,4 milhões em mercadorias, 0,2% do total mundial). Na soma de bens e serviços exportados, chega a US $ 61,6 bilhões e fica em 51º lugar mundial. Já nas importações, em 2020, foi o 51º maior importador do mundo: US $ 43,4 bilhões.

## Setor primário

### Agricultura

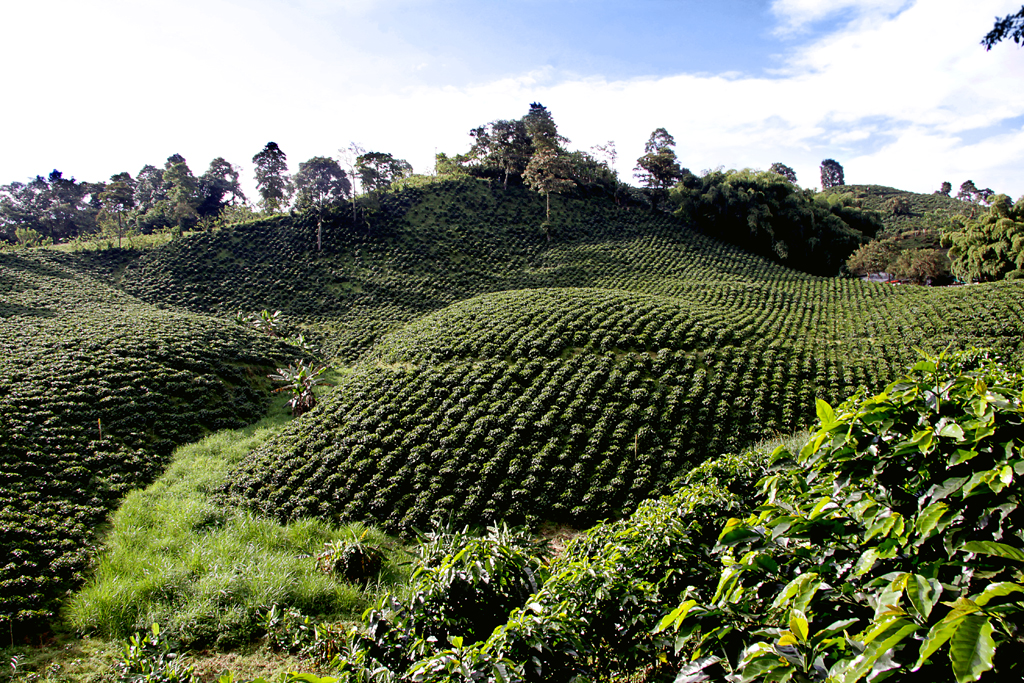
Café colombiano

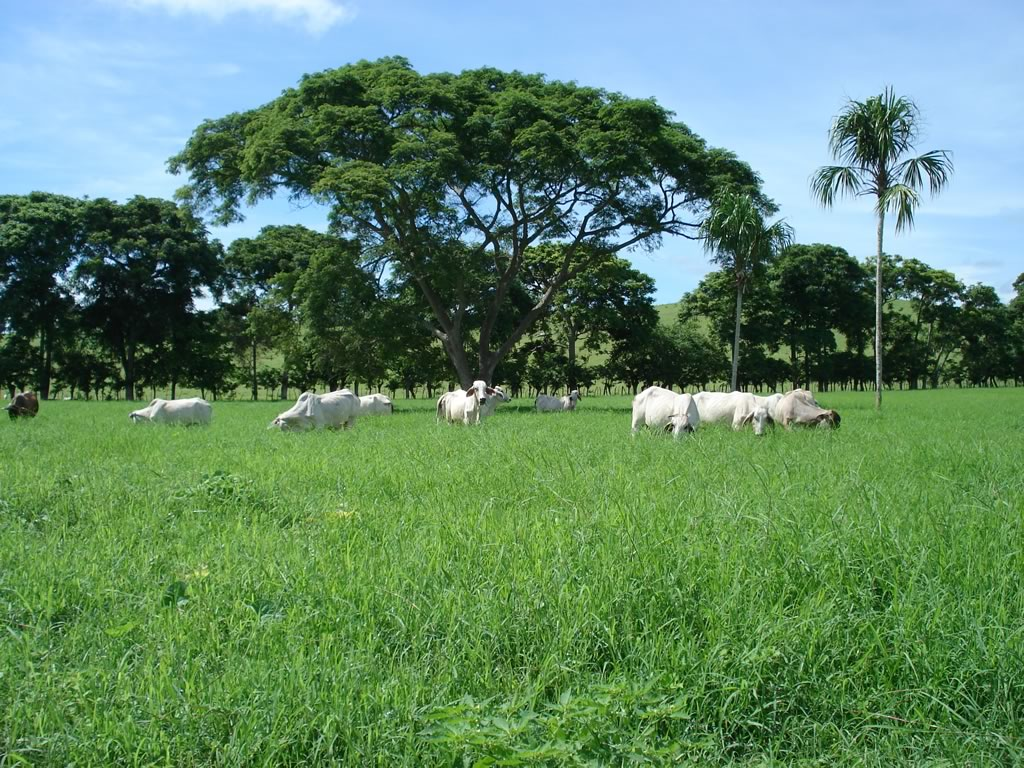
Criação bovina na Colômbia

A Colômbia é um dos 5 maiores produtores mundiais de café, abacate e óleo de palma, e um dos 10 maiores produtores mundiais de cana-de-açúcar, banana, abacaxi e cacau.
A Colômbia produziu, em 2018, 36,2 milhões de toneladas de cana-de-açúcar (7º maior produtor do mundo), 5,8 milhões de toneladas de óleo de palma (5º maior produtor do mundo), 3,7 milhões de toneladas de banana e 3,5 milhões de toneladas de plantain (4º maior produtor de banana do mundo) e 720 mil toneladas de café (4º maior produtor do mundo, atrás de Brasil, Vietnam e Indonésia). Embora o Brasil seja o maior produtor de café do mundo (3,5 milhões de toneladas produzidas no mesmo ano), a propaganda realizada pelo país ao longo de décadas faz crer que o café colombiano é de maior qualidade, o que gera maior valor agregado ao produto do país. No mesmo ano, a Colômbia produziu 3,3 milhões de toneladas de arroz, 3,1 milhões de toneladas de batata, 2,2 milhões de toneladas de mandioca, 1,3 milhão de toneladas de milho, 900 mil toneladas de abacaxi, 670 mil toneladas de cebola, 527 mil toneladas de tomate, 419 mil toneladas de inhame, 338 mil toneladas de manga, 326 mil toneladas de abacate, além de produções menores de outros produtos agrícolas como laranja, tangerina, limão, mamão, feijão, cenoura, coco, melancia etc.

### Pecuária
Na pecuária, a Colômbia é um dos 20 maiores produtores do mundo de carne bovina e carne de frango. Em 2018, foi o 17º maior na carne bovina (885 mil toneladas) e o 17º maior na carne de frango (1,5 milhão de toneladas). O país também produziu 2,2 bilhões de litros de leite de vaca, 382 mil toneladas de carne suína e 876 mil toneladas de ovo de galinha, entre outros.

## Setor secundário

### Indústria
O Banco Mundial lista os principais países produtores a cada ano, com base no valor total da produção. Pela lista de 2019, a Colômbia tem a 46ª indústria mais valiosa do mundo ($35,4 bilhões), atrás de México, Brasil, Venezuela e Argentina, mas à frente de Peru e Chile.
Em 2019, a Colômbia era a 40ª maior produtora de veículos do mundo (59,5 mil). Já na produção de aço, não constava entre os 40 maiores do mundo. Em 2018 também foi o 14º maior produtor mundial de cerveja (à base de cevada).

### Energia

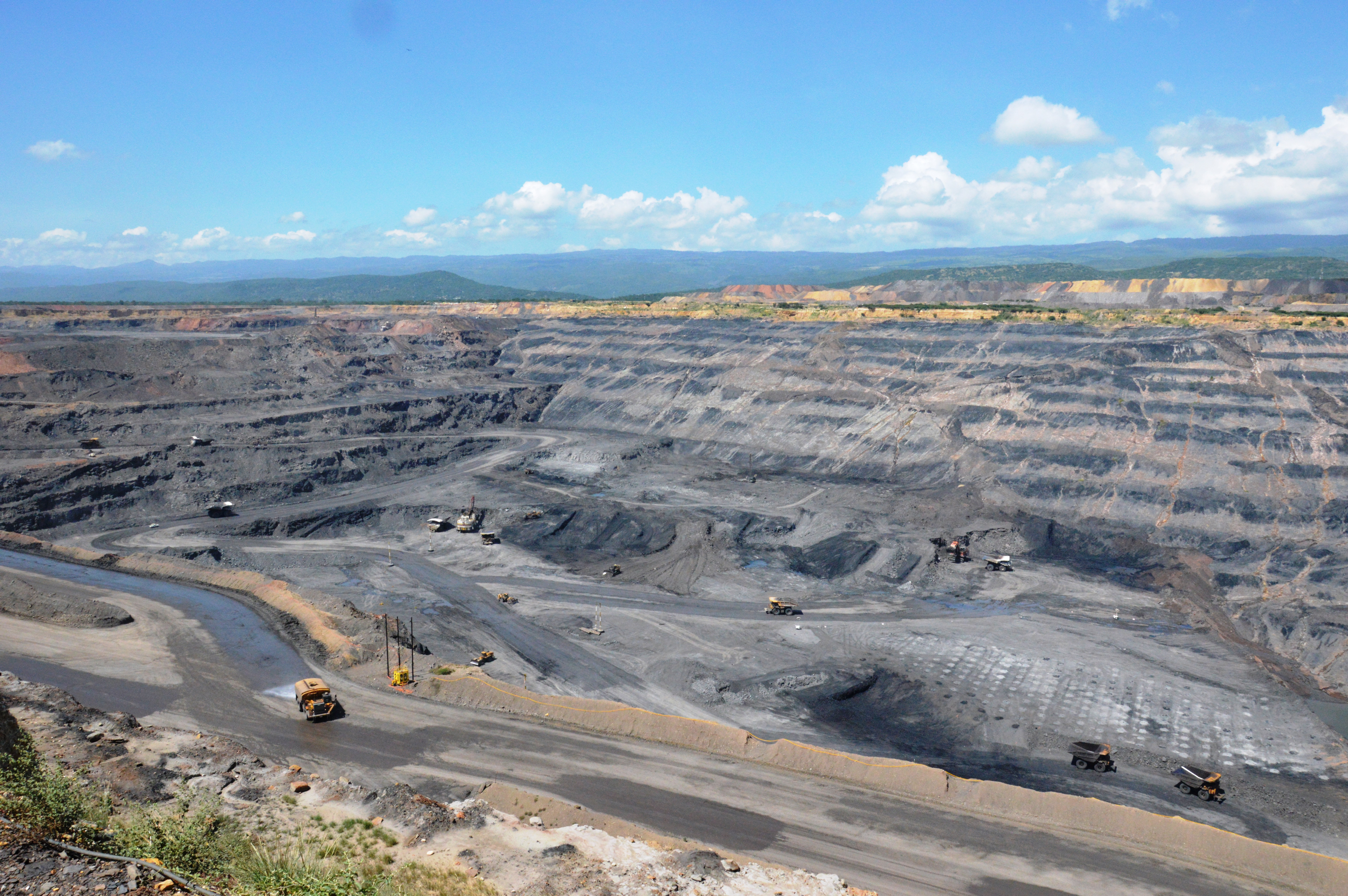
Mina de carvão colombiana

Nas energias não-renováveis, em 2021, o país era o 20º maior produtor de petróleo do mundo, extraindo 703.43 mil barris/dia. Em 2019, o país consumia 347 mil barris/dia (40º maior consumidor do mundo). O país foi o 19º maior exportador de petróleo do mundo em 2020 ($7,119,972,000). Em 2016, a Colômbia era o 40º maior produtor mundial de gás natural, 9,8 bilhões de m3 ao ano. O país foi o 45º maior consumidor de gás do mundo em 2019: 13,4 bilhões de m3 ao ano. Na produção de carvão, o país foi o 12º maior do mundo em 2018: 89,4 milhões de toneladas. O país foi o 6º maior exportador de carvão do mundo em 2019, com 72 milhões de toneladas.

Nas energias renováveis, em 2020, a Colômbia era o 45º maior produtor de energia eólica do mundo, com 0,5 GW de potência instalada, e o 76º maior produtor de energia solar do mundo, com 0,1 GW de potência instalada. Em 2019 o país era o 14º maior do mundo em potência instalada de energia hidroelétrica: 11,9 GW.

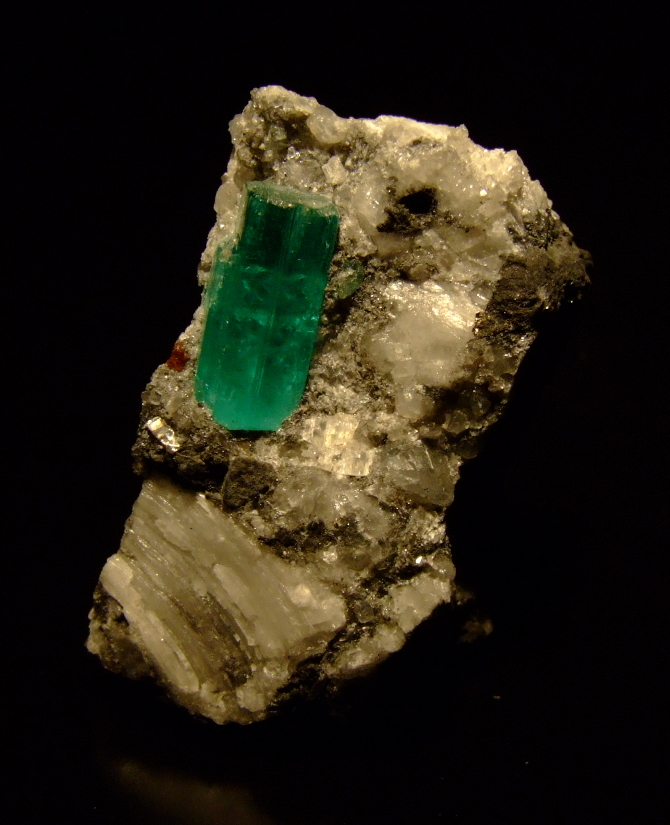
Esmeralda colombiana

### Mineração
Na mineração, a Colômbia é o maior produtor mundial de esmeralda. Na produção de ouro, entre 2006 e 2017, o país produziu 15 toneladas por ano até 2007, quando sua produção aumentou significativamente, batendo o recorde de 66,1 toneladas extraídas em 2012. Em 2017, extraiu 52,2 toneladas. O país está entre os 25 maiores produtores de ouro do mundo. Na produção de prata, em 2017 o país extraiu 15,5 toneladas.

## Setor terciário

### Turismo
Na lista dos destinos turísticos mundiais, em 2018, a Colômbia foi o 65° país mais visitado do mundo, com 3,8 milhões de turistas internacionais (e receitas de US $ 5,5 bilhões).

### Usuários de internet
Na Colômbia, existiam, em 2017, cerca de 35.550 milhões de usuários de internet, 62.26% da população.